# Она то зна
"Она то зна" је четврти и последњи сингл српског бенда Идоли. Сингл је поклоњен уз број часописа Џубокс. Песма се појавила на соундтрацк албуму Шест дана јуна . Жива верзија песме појавила се на живом албуму Владе Дивљана Одбрана и заштита.

## Списак песама
1. "Она то зна" (2:55)
2. "Љубави" (3:35)

## Постава
- Влада Дивљан (гитара, вокал)
- Срђан Шапер (вокал, пратећи вокал)
- Зденко Колар (бас)
- Бранко Исаковић (бас)
- Иван Станчић Пико (бубњеви)
- Бобан Ђорђевић (бубњеви)
- Ђорђе Петровић (клавијатуре)
- Драган Илић (клавијатуре)
- Драгомир Михајловић Гаги (гитара)
- Вук Вујачић (саксофон)